# 北霍布斯 (新墨西哥州)
北霍布斯（英語：North Hobbs）是位於美國新墨西哥州利縣的普查規定居民點。

## 人口
根據2020年美國人口普查的數據，北霍布斯的面積為67.55平方千米，當中陸地面積為67.45平方千米，而水域面積為0.10平方千米。當地共有人口6529人，而人口密度為每平方千米96.65人。